# Villers-Tournelle
Pour les articles homonymes, voir Villers.
Villers-Tournelle est une commune française située dans le département de la Somme, en région Hauts-de-France.

## Géographie

### Localisation
Villers-Tournelle est un village picard de l'Amiénois aux confins de la Somme avec l'Oise.
À vol d'oiseau, la localité est située à 8 km à l'ouest de Montdidier, 29 km au sud-est d'Amiens, 36 km au nord-est de Beauvais et à 37 km au nord-ouest de Compiègne.
Le territoire de la commune est limitrophe de ceux de sept communes.
Les communes limitrophes sont Broyes, Rocquencourt, Sérévillers, Cantigny, Coullemelle, Fontaine-sous-Montdidier et Grivesnes.

### Hydrographie
La commune est située dans le bassin Artois-Picardie. Elle n'est drainée par aucun cours d'eau.

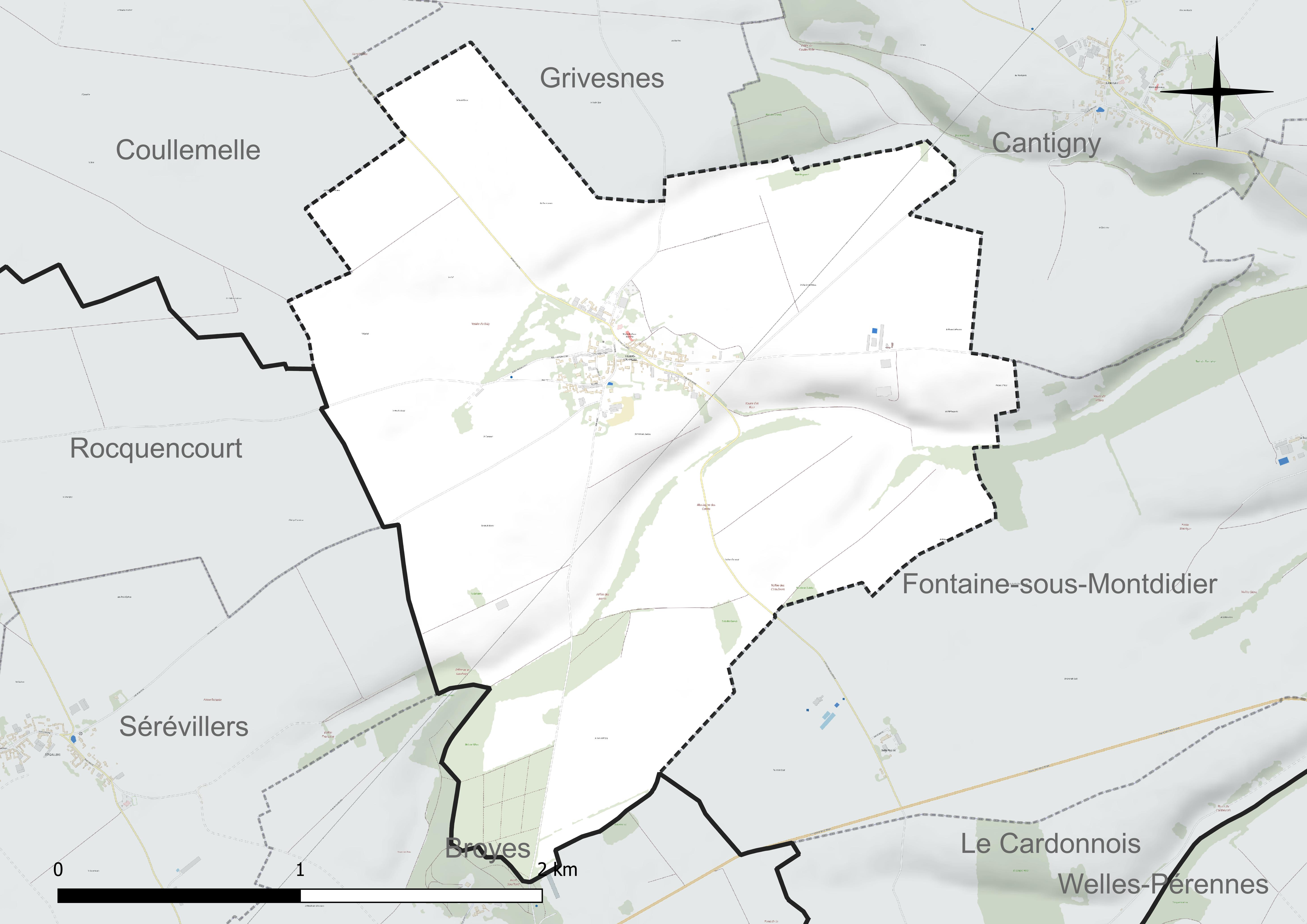
Réseau hydrographique de Villers-Tournelle.

### Climat
Pour des articles plus généraux, voir Climat des Hauts-de-France et Climat de la Somme.
En 2010, le climat de la commune est de type climat océanique dégradé des plaines du Centre et du Nord, selon une étude du CNRS s'appuyant sur une série de données couvrant la période 1971-2000. En 2020, Météo-France publie une typologie des climats de la France métropolitaine dans laquelle la commune est exposée à un climat océanique et est dans la région climatique Nord-est du bassin Parisien, caractérisée par un ensoleillement médiocre, une pluviométrie moyenne régulièrement répartie au cours de l'année et un hiver froid (3 °C).
Pour la période 1971-2000, la température annuelle moyenne est de 10,3 °C, avec une amplitude thermique annuelle de 14,3 °C. Le cumul annuel moyen de précipitations est de 698 mm, avec 11,5 jours de précipitations en janvier et 8,2 jours en juillet. Pour la période 1991-2020, la température moyenne annuelle observée sur la station météorologique la plus proche, située sur la commune de Rouvroy-les-Merles à 8 km à vol d'oiseau, est de 10,7 °C et le cumul annuel moyen de précipitations est de 647,9 mm,. Pour l'avenir, les paramètres climatiques de la commune estimés pour 2050 selon différents scénarios d'émission de gaz à effet de serre sont consultables sur un site dédié publié par Météo-France en novembre 2022.

## Urbanisme

### Typologie
Au 1er janvier 2024, Villers-Tournelle est catégorisée commune rurale à habitat dispersé, selon la nouvelle grille communale de densité à sept niveaux définie par l'Insee en 2022.
Elle est située hors unité urbaine. Par ailleurs la commune fait partie de l'aire d'attraction d'Amiens, dont elle est une commune de la couronne,. Cette aire, qui regroupe 369 communes, est catégorisée dans les aires de 200 000 à moins de 700 000 habitants,.

### Occupation des sols
L'occupation des sols de la commune, telle qu'elle ressort de la base de données européenne d'occupation biophysique des sols Corine Land Cover (CLC), est marquée par l'importance des territoires agricoles (89,5 % en 2018), une proportion identique à celle de 1990 (89,5 %). La répartition détaillée en 2018 est la suivante : 
terres arables (88,7 %), zones urbanisées (6,1 %), forêts (4,4 %), zones agricoles hétérogènes (0,8 %). L'évolution de l'occupation des sols de la commune et de ses infrastructures peut être observée sur les différentes représentations cartographiques du territoire : la carte de Cassini (XVIIIe siècle), la carte d'état-major (1820-1866) et les cartes ou photos aériennes de l'IGN pour la période actuelle (1950 à aujourd'hui).

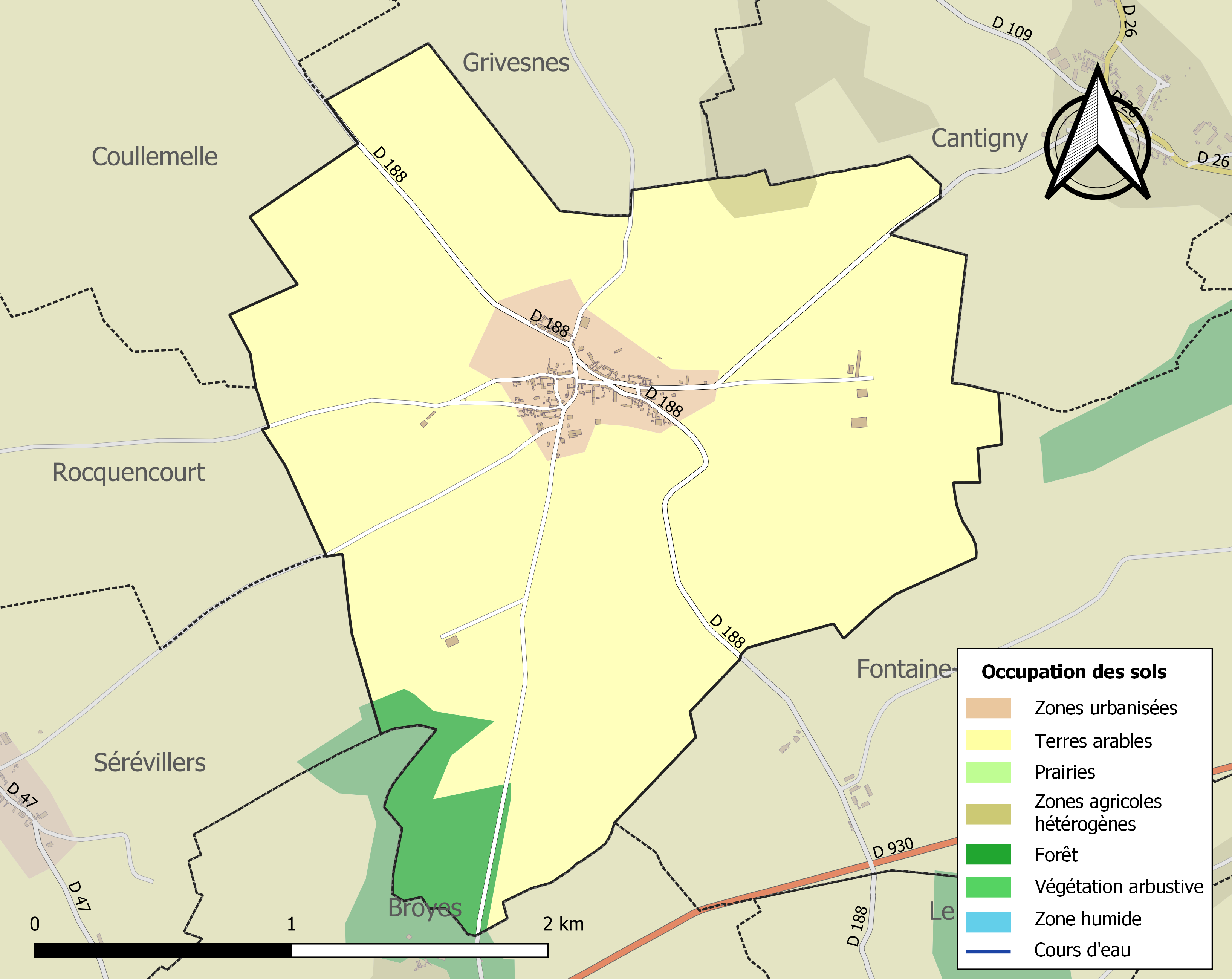
Carte des infrastructures et de l'occupation des sols de la commune en 2018 (CLC).

### Voies de communication et transports
La localité est desservie par les lignes d'autocars du réseau Trans'80, Hauts-de-France, tous les jours sauf le dimanche et les jours fériés (ligne no 41, Montdidier - Ailly-sur-Noye - Amiens).

## Toponymie
Le nom de la localité est attesté sous les formes Tornella (1172) ; Turnella (1202) ; Turricula (1234) ; Villaris (1243) ; Villares (1247) ; La Tournelle (1256) ; Vilers (1229) ; Villers les Tournelles (1516) ; Villers Tournelles (1567) ; Villiers (1648) ; Villers (1665) ; Villiers Tournelle (1657) ; Villiers Tournelles (1701) ; Villers Tournelle (1765).

Villers : Formation toponymique médiévale en Villers-, appellatif toponymique issu du latin villare désignant une partie de la villa, c'est-à-dire « partie d'un domaine », donc « ferme ».
Tournelle  : Dérivé de tour, avec le suffixe -elle ; « petite tour », issu de tourn qui signifie tour, petit fort en langue d'oil, sobriquet qui s'est appliqué à l'habitante d'une maison située près d'une tour, le n est peu-être par confusion avec le verbe tourner, alors que ce sens de tour vient du latin turris et non de tornare.

## Histoire
Les premières traces d'occupation du territoire communal remontent au paléolithique.
Jean de la Tournelle, chevalier, est relevé en 1218.
La seigneurie passe aux de Fransures à la fin du XVe siècle.
Les combats de la Première Guerre mondiale n'ont pas épargné le village qui a subi de nombreuses destructions

## Politique et administration
| Période                                  | Période                      | Identité              | Étiquette | Qualité                            |
| ---------------------------------------- | ---------------------------- | --------------------- | --------- | ---------------------------------- |
| Les données manquantes sont à compléter. |                              |                       |           |                                    |
| janvier 1832                             |                              | Pierre Joseph Brouaye |           |                                    |
| Les données manquantes sont à compléter. |                              |                       |           |                                    |
| mars 2001                                | mars 2008                    | Jean-Michel Poppe     |           |                                    |
| mars 2008                                | mai 2020                     | Jean-Marc Gheeraert   |           |                                    |
| mai 2020                                 | En cours (au 8 octobre 2020) | Nicolas Neuville      |           | Professeur des écoles et historien |

## Population et société

### Démographie
L'évolution du nombre d'habitants est connue à travers les recensements de la population effectués dans la commune depuis 1793. Pour les communes de moins de 10 000 habitants, une enquête de recensement portant sur toute la population est réalisée tous les cinq ans, les populations de référence des années intermédiaires étant quant à elles estimées par interpolation ou extrapolation. Pour la commune, le premier recensement exhaustif entrant dans le cadre du nouveau dispositif a été réalisé en 2007.

En 2022, la commune comptait 158 habitants, en évolution de +0,64 % par rapport à 2016 (Somme : −1,26 %, France hors Mayotte : +2,11 %).
| 1793 | 1800 | 1806 | 1821 | 1831 | 1836 | 1841 | 1846 | 1851 |
| ---- | ---- | ---- | ---- | ---- | ---- | ---- | ---- | ---- |
| 270  | 288  | 285  | 294  | 304  | 321  | 340  | 340  | 315  |

| 1856 | 1861 | 1866 | 1872 | 1876 | 1881 | 1886 | 1891 | 1896 |
| ---- | ---- | ---- | ---- | ---- | ---- | ---- | ---- | ---- |
| 281  | 283  | 266  | 235  | 220  | 198  | 205  | 207  | 193  |

| 1901 | 1906 | 1911 | 1921 | 1926 | 1931 | 1936 | 1946 | 1954 |
| ---- | ---- | ---- | ---- | ---- | ---- | ---- | ---- | ---- |
| 175  | 168  | 162  | 152  | 194  | 187  | 187  | 174  | 170  |

| 1962 | 1968 | 1975 | 1982 | 1990 | 1999 | 2006 | 2007 | 2012 |
| ---- | ---- | ---- | ---- | ---- | ---- | ---- | ---- | ---- |
| 182  | 135  | 143  | 138  | 108  | 146  | 156  | 157  | 157  |

| 2017 | 2022 | - | - | - | - | - | - | - |
| ---- | ---- | - | - | - | - | - | - | - |
| 155  | 158  | - | - | - | - | - | - | - |

### Enseignement
En 2011, la commune fait partie d'un regroupement pédagogique intercommunal réunissant neuf communes. Les collégiens se rendent à Ailly-sur-Noye, Montdidier et Moreuil et les lycéens vont à Montdidier ou Amiens.
La scolarité primaire est assurée dans le cadre du regroupement pédagogique intercommunal (RPI ) de Quiry-le-Sec, Folleville, Chirmont, Sourdon, Esclainvillers, Villers-Tournelle, Coullemelle, Malpart, et Grivesnes.
En 2024, seules les communes de Coulemelle, Grivesnes, Quiry-le-Sec et Sourdon possèdent une école. Le RPI accueille 120 élèves ; la cantine est rénovée dans la salle des fêtes de Coullemelle.
La communauté de communes gère la compétence pour les transports scolaires.

## Culture locale et patrimoine

### Lieux et monuments
- Église Saint-Jacques-le-Majeur. Elle remplace l'église ancienne détruite en mai 1918[18].
- Château construit vers 1760 par le comte de Fransures[29].

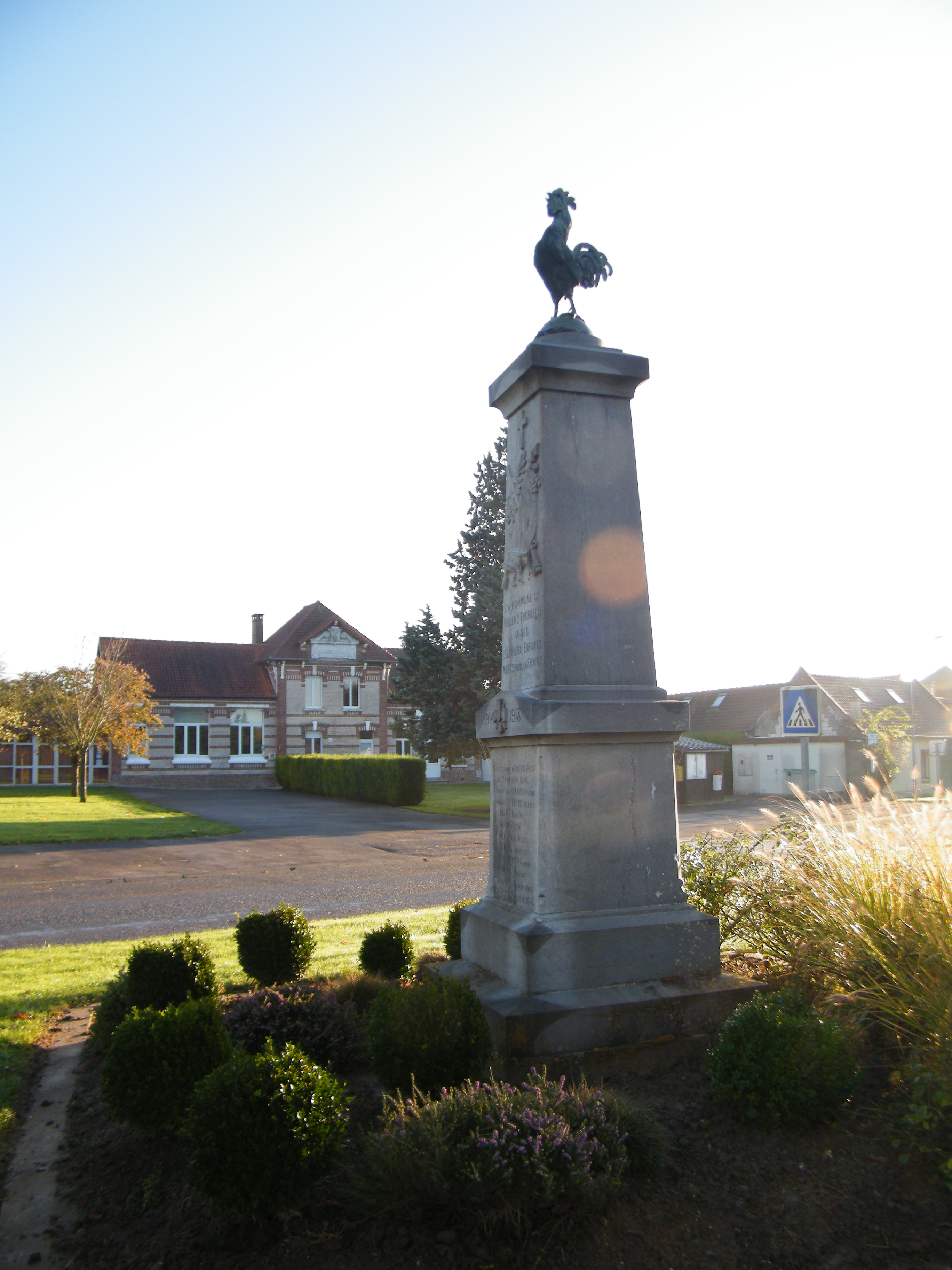
Monument.
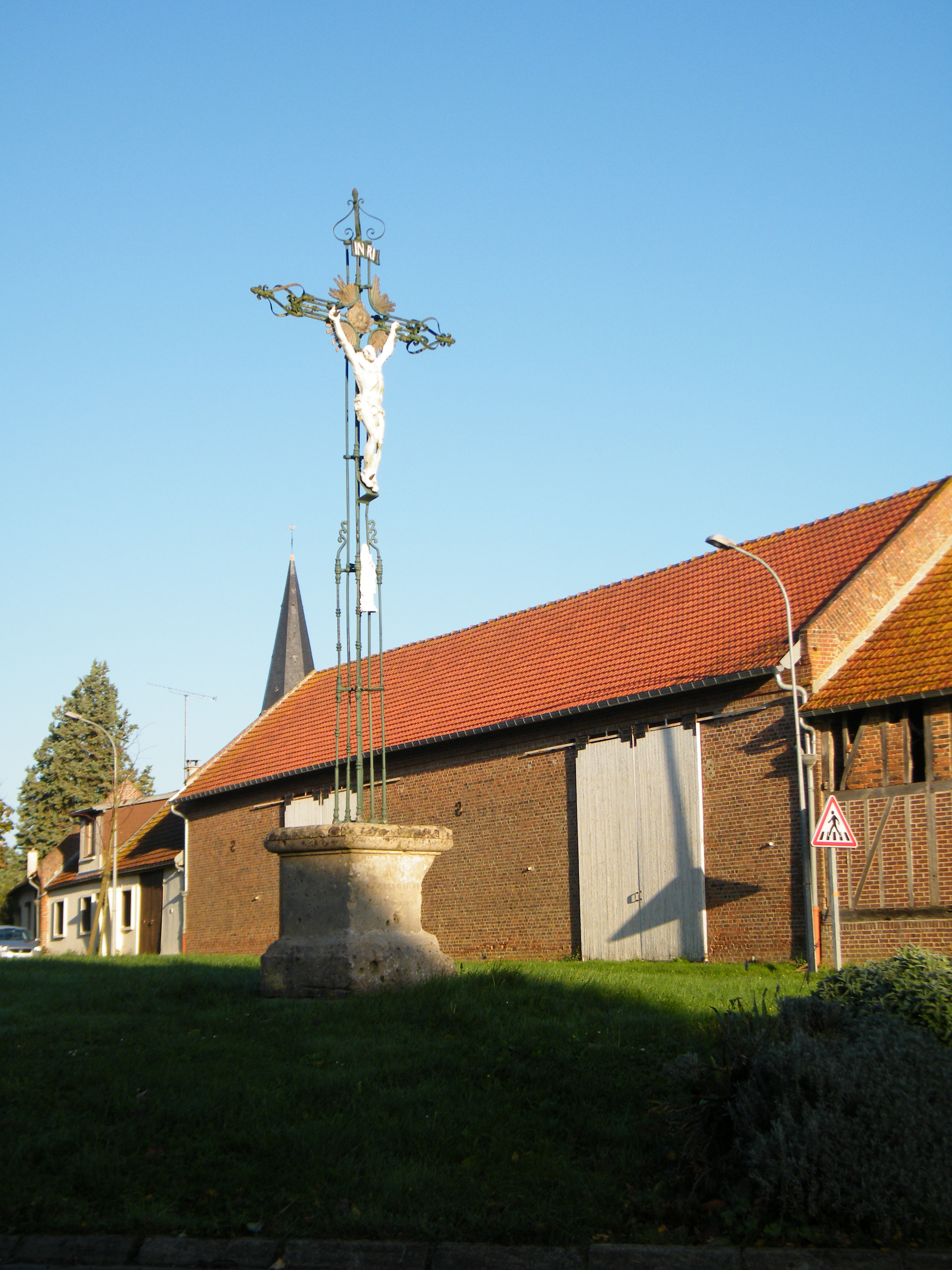
Calvaire.
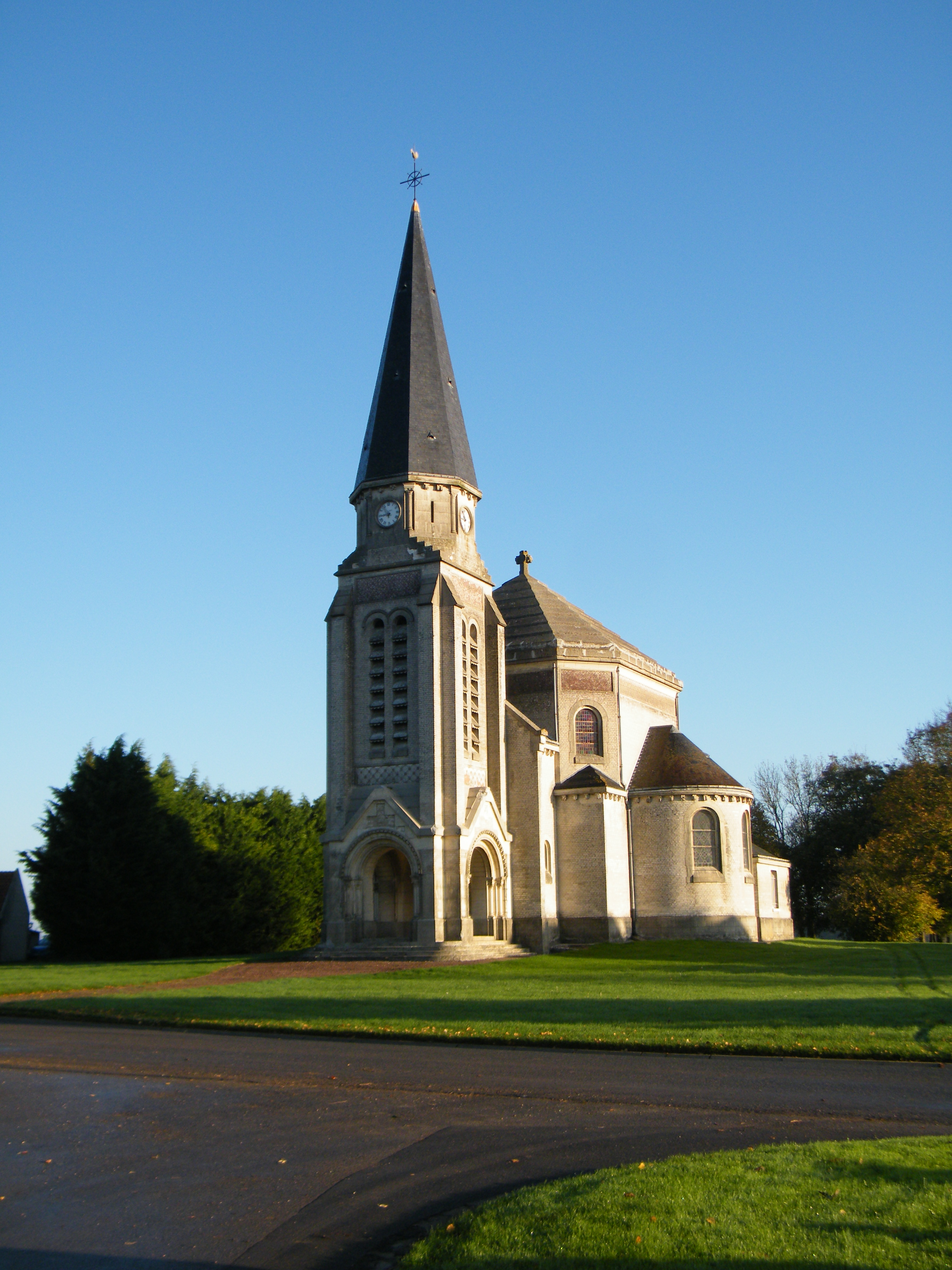
Église Saint-Jacques.
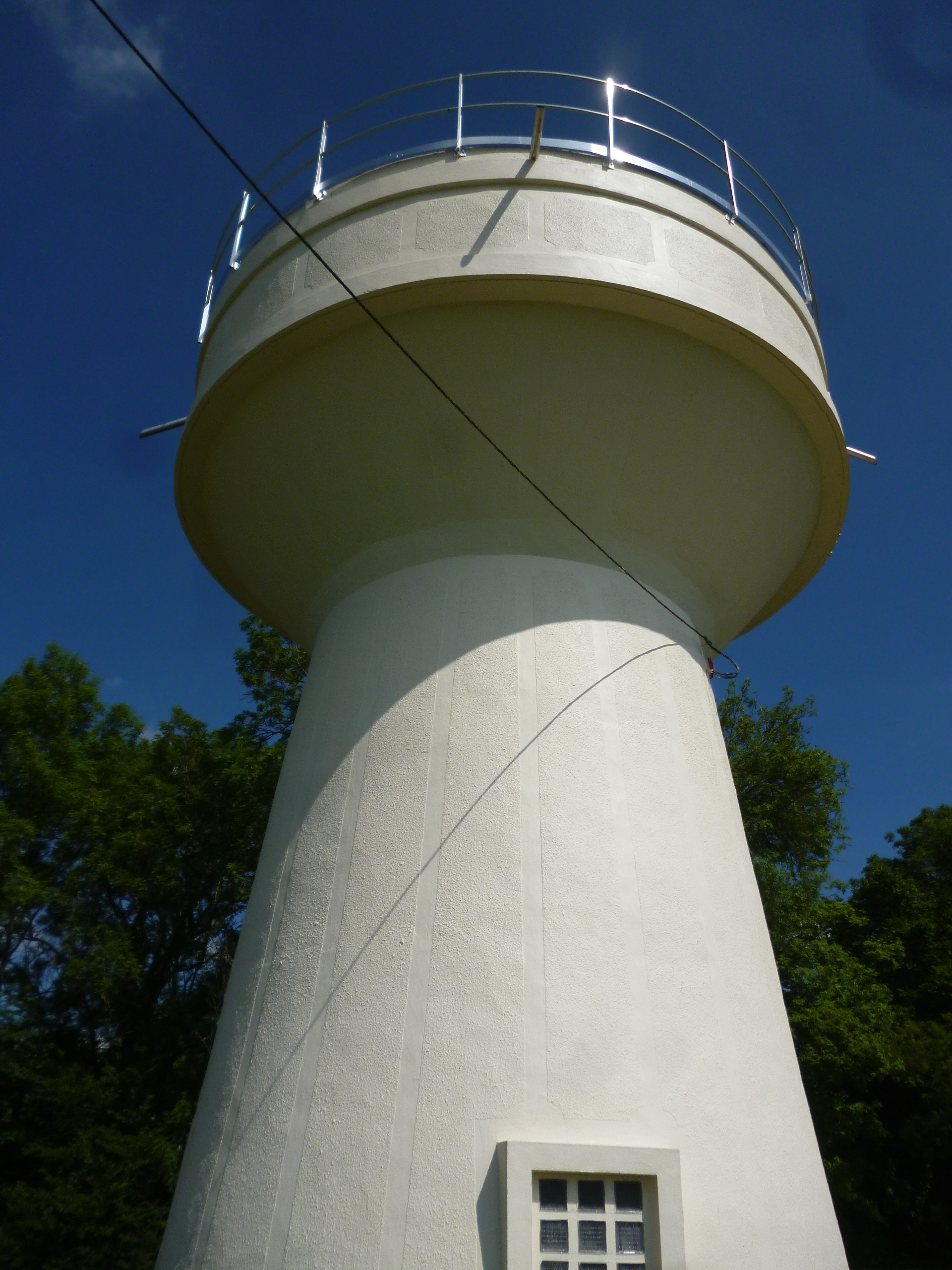
Château d'eau.

### Personnalités liées à la commune
Madame de la Lande, née Jeanne Françoise de Biaudos de Casteja, est née et a été baptisée le 18 décembre 1672 à Villers-Tournelle. Elle fut la sous-gouvernante des enfants royaux sous Louis XIV et Louis XV et amie de Madame de Maintenon.

### Héraldique
| Blason de Villers-Tournelle | Blason  | D'azur à la croix d'argent chargée d'une tour de gueules ouverte et ajourée de sable et cantonnée de quatre tours d'or ouvertes et ajourées de sable ; au chef de gueules chargé d'un besant d'or surchargé d'une croix pattée [à huit pointes] de gueules et accosté de deux autres besants d'or, plus petits, chacun chargé d'une coquille d'argent. |
| Blason de Villers-Tournelle | Détails | Le statut officiel du blason reste à déterminer. |